# الفجر (فلم)
الفَجْر أول فيلم تونسي طويل بعد الاستقلال، من إخراج عمار الخليفي عام 1966.

## قصة الفيلم
تدور قصة الفيلم في السنوات الأخيرة من الحماية الفرنسية في تونس (1954)، وهو يسرد قصة ثلاثة شبان من طبقات اجتماعية مختلفة، مصطفى، عامل ينتمي للطبقة الشعبية، وهادي، وهو شاب برجوازي احتضن القضية الثورية امتثالاً لقيمه ومبادئه، وحسن، ملتزم بالقضية. انتمى الثلاثة لخلية مقاومة المحتلّ وقاموا بالإفراج عن معتقلين وهاجموا مخزنًا للأسلحة وقتلوا متواطئًا. قتل هادي وحسن أثناء تلك العمليات، والتحق مصطفى بالثوّار إلى أن ألقي القبض عليه وأعدم.

## الممثلون
- أحمد حمزة
- الطاهر حواص
- الحبيب الشعري
- حطاب الذيب
- جميلة العرابي
- عبد الرزاق عبيريقة
- منجي بن يعيش
- توفيق العبدلي

## روابط خارجية
- مقالات تستعمل روابط فنية بلا صلة مع ويكي بيانات